# Pomiechowo (gmina)
Pomiechowo (od 1952 Pomiechówek) – dawna gmina wiejska istniejąca w latach 1867–1952 w Warszawskiem. Siedzibą władz gminy było początkowo Pomiechowo, a za II RP i w PRL Pomiechówek.

## Historia
Gmina Pomiechowo powstała 13 stycznia 1867 roku w związku z reformą gminną w Królestwie Polskim. Należała do powiatu płońskiego w guberni warszawskiej.
W związku z reorganizacją administracyjną terenów Królestwa Polskiego pod okupacją niemiecką podczas I wojny światowej, gminę Pomiechowo i miasto Zakroczym z powiatu płońskiego włączono 16 marca 1916 do powiatu warszawskiego. Po odzyskaniu przez Polskę niepodległości gmina Pomiechowo oraz sąsiednie miasto Zakroczym w dalszym ciągu przynależały do powiatu warszawskiego w woj. warszawskim, i z nim były spisywane, mimo że zmiana powiatowa tych jednostek nie została nigdy sformalizowana przez odrodzone państwo polskie. Doszło do tego dopiero 14 lipca 1924, kiedy to ich przynależność do powiatu warszawskiego została uregulowana.
1 lipca 1924 z gminy Pomiechowo wyłączono miejscowości Gałachy, Głowatczyzna, Starostwo, Kępa Zakroczymska i Wójtostwo, włączając je do miasta Zakroczymia
1 stycznia 1926  z gminy Pomiechowo wyłączono wieś Falbogi Borowe, włączając ją do gminy Błędówko w powiecie płońskim.
15 października 1937 w gminie Pomiechowo utworzono gromadę Bronisławka.
Podczas II wojny światowej w całości włączona do III Rzeszy.
Po wojnie gmina zachowała przynależność administracyjną do powiatu warszawskiego w województwie warszawskim.
1 lipca 1952 gmina została zniesiona przez przemianowanie jednostki na gminę Pomiechówek; równocześnie ze znoszonej gminy Pomiechowo wyłączono 8 gromad, z których utworzono nową gminę Modlin. Ponadto tereny byłej stoczni modlińskiej znajdującej się na terenie gminy Pomiechowo przyłączono do Nowego Dworu Mazowieckiego. W dniu powołania nowa gmina Pomiechówek była podzielona na 13 gromad.